# جمهوری ناتالی

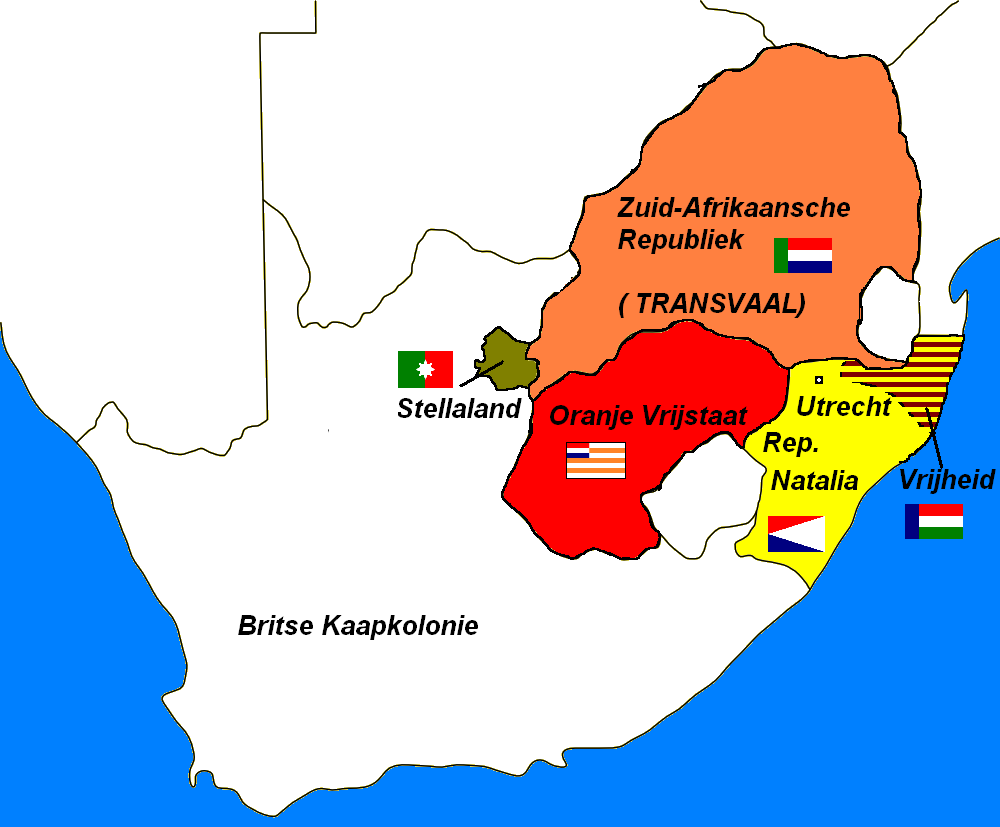
نقشه موقعیت جمهوری ناتالی.

جمهوری ناتالی، یک جمهوری بوئری در جنوب آفریقا با عمری کوتاه بود. این جمهوری به دست آفریکانس زبان‌های فورترکر در سال ۱۸۳۹ میلادی و کمی پس از نبرد رودخانه خون پایه‌گذاری شد. این جمهوری در ساحل اقیانوس هند و بالاتر از کیپ شرقی قرار داشت. نام ناتالی واژه‌ای پرتغالی به معنای کریسمس است. این نام توسط دریانوردان پرتغالی بر این منطقه نهاده‌شد. این جمهوری در سال ۱۸۴۳ میلادی توسط امپراتوری انگلستان اشغال و پیوست خاک آن کشور شد. پس از اشغال جمهوری ناتالی به دست انگلستان، بیشتر بوئرهای فورترکر به شمال و درون ایالت آزاد نارنجی مهاجرت کردند.